# Adelsdorf, Erlangen-Höchstadt
Adelsdorf là một đô thị thuộc huyện Erlangen-Höchstadt, trong bang Bayern, nước Đức. Đô thị Adelsdorf, Erlangen-Höchstadt có diện tích 31,67 km², dân số thời điểm 31 tháng 12 năm 2006 là 7124 người.